# Bror Åkerblom
Bror Kristian Åkerblom, född 23 april 1908 i Kvevlax, död 1 februari 1984 i Jyväskylä, var en finländsk filolog.
Åkerblom, som var son till skolrådet Kristian Åkerblom och folkskollärare Sofia Alexandra Skog, blev student 1927, filosofie kandidat och filosofie magister 1930 samt filosofie licentiat och filosofie doktor 1940. Han företog en forskningsresa i Sverige 1938. Han var lärare i svenska och historia vid Ekenäs samskola 1932–1940, svensk sekreterare och byråchef vid Stortalkoföreningens centralbyrå 1942–1945, äldre lektor i svenska vid Svenska lyceet i Helsingfors 1945–1952, lektor i svenska och historia vid Solbacka läroverk i Sverige 1950–1964, ställföreträdande rektor 1960–1964, rektor för ferieskolan 1953–1960, lektor i svenska och historia vid kommunala gymnasiet i Norrtälje 1964–1966, professor i svenska vid Pedagogiska högskolan i Jyväskylä 1966–1969 och professor i nordisk filologi vid Jyväskylä universitet från 1969. 
Åkerblom var föreståndare för Ekenäs arbetarinstitut 1939–1941, rektor vid Svenska medborgarhögskolan 1943–1944, huvudredaktör vid Köpmannen och Hem och Härd 1945, svensk sekreterare vid De Ungas Hjälps central 1946. Han var ordförande i Svenska folkpartiet i Ekenäs 1938–1941, i partiets kretsstyrelse för västra Nyland 1939–1944, överombudsman i Svenska frisinnade partiet 1947–1948, föreläsare vid Jyväskylä pedagogiska högskolas sommaruniversitet 1961–1965 och preses i Malmköpings rotaryklubb 1962–1963. Han blev reservfänrik 1932 och löjtnant 1941.